# Maria Rain (Kärnten)

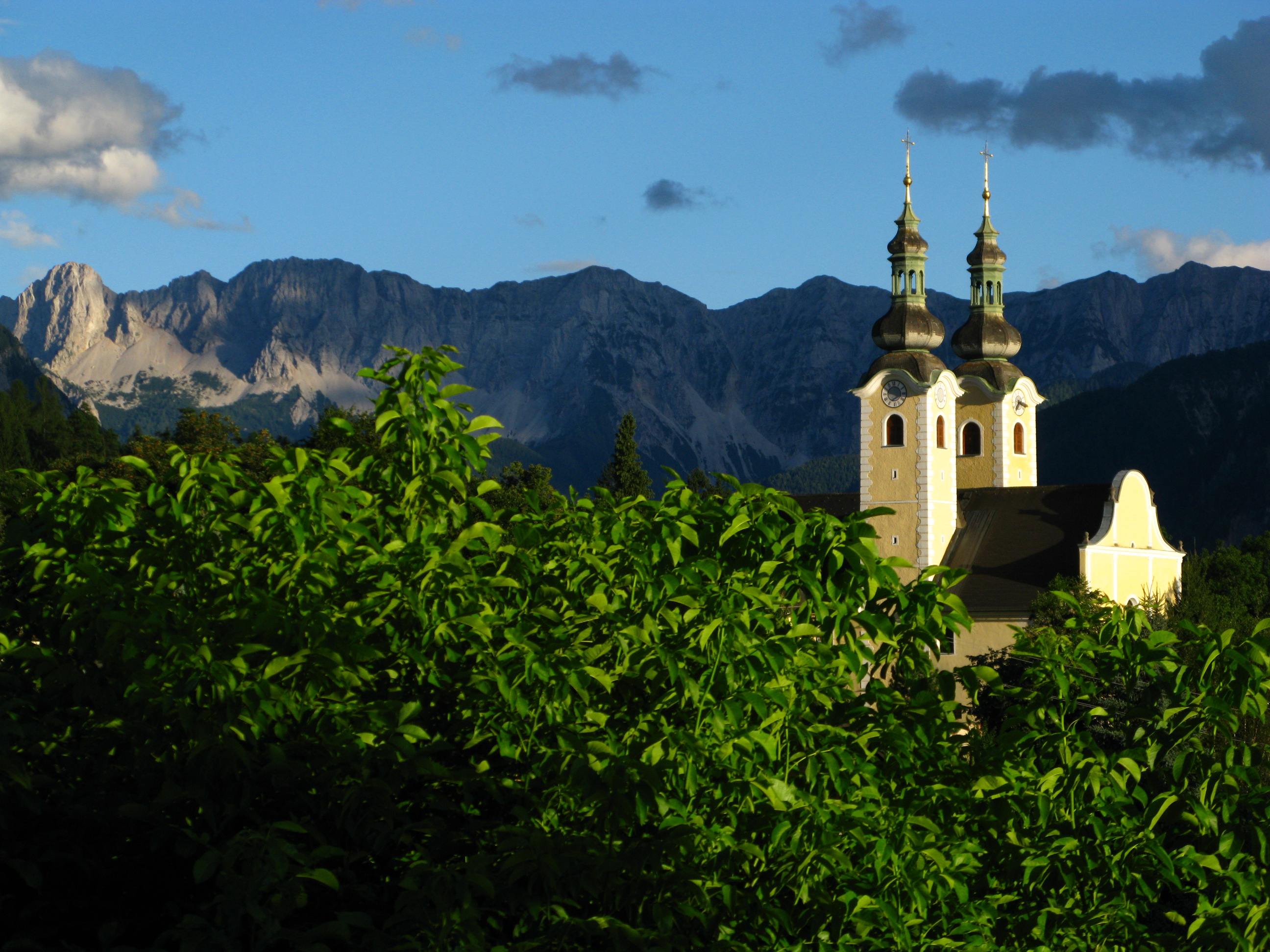
Kirche von Maria Rain, im Hintergrund die Karawanken

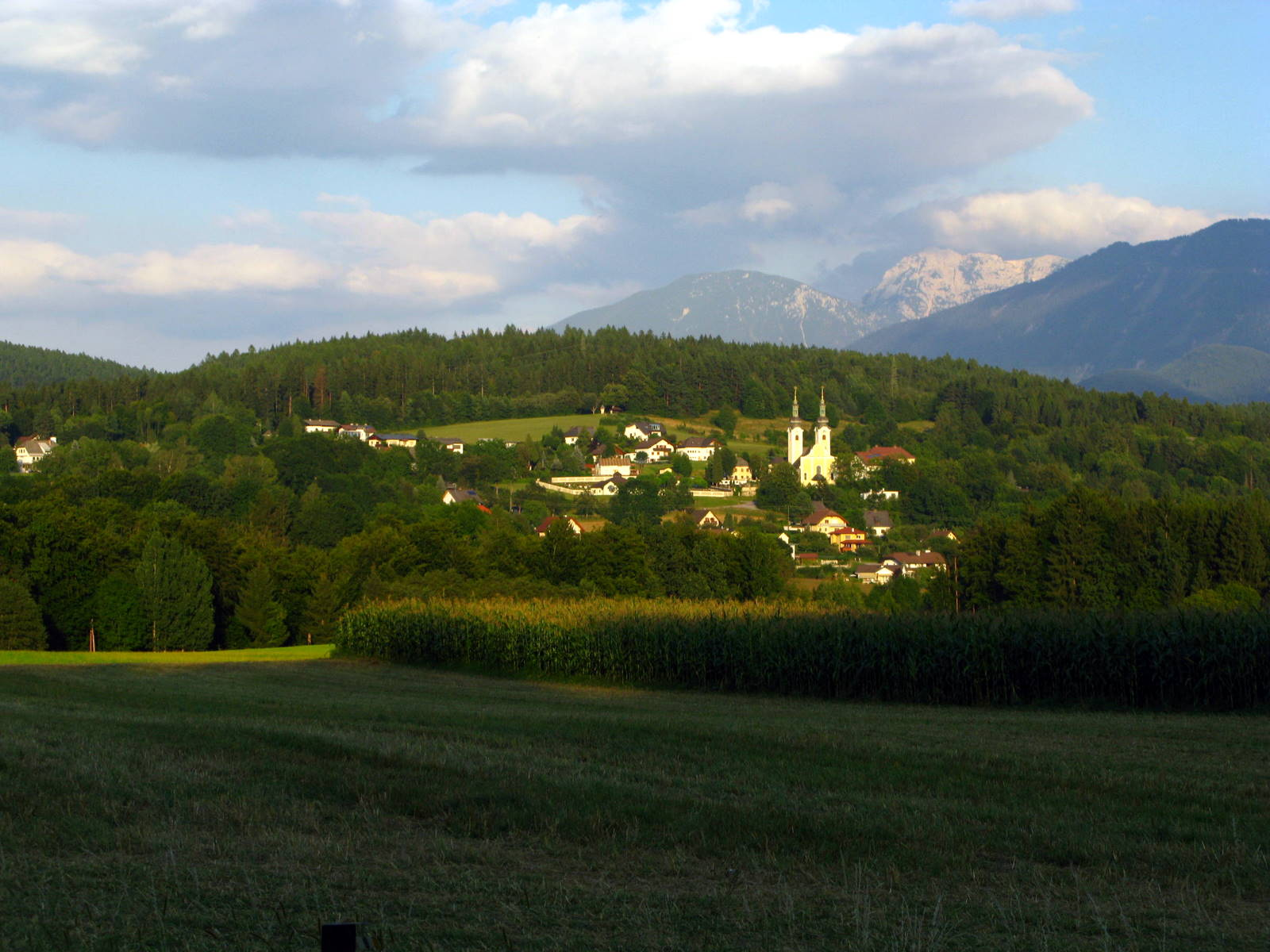
Ansicht von Maria Rain

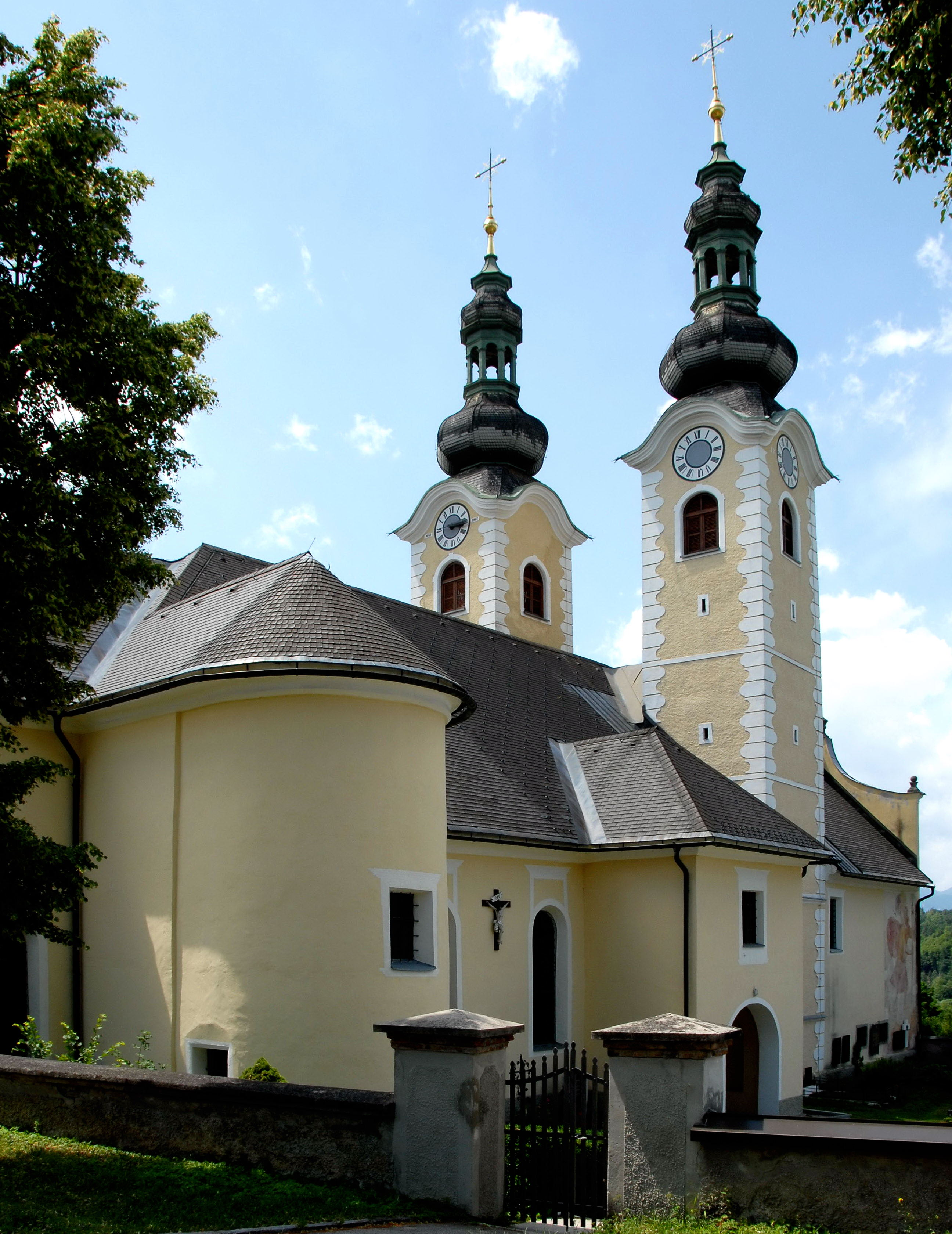
Pfarrkirche in Maria Rain

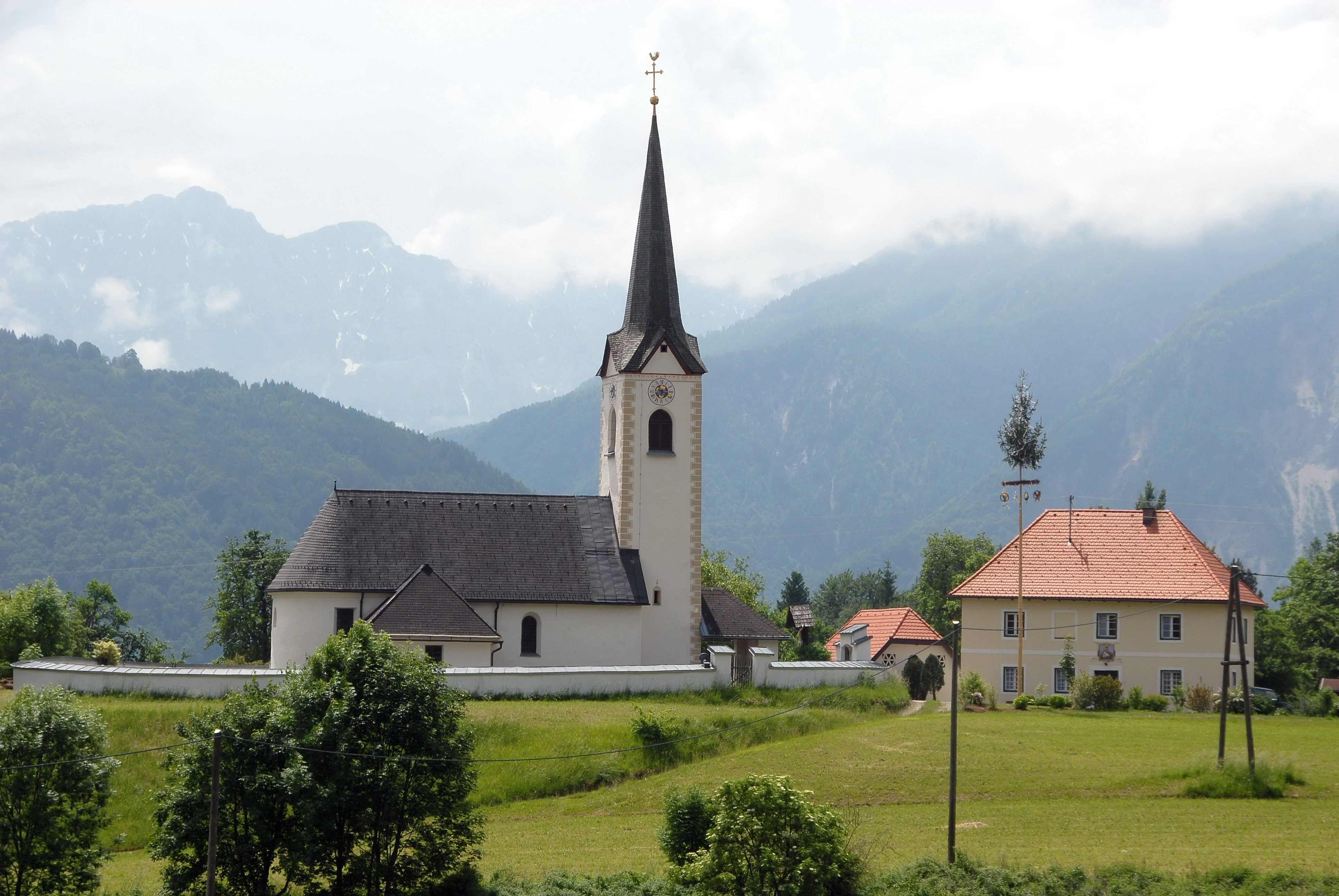
Pfarrkirche Göltschach

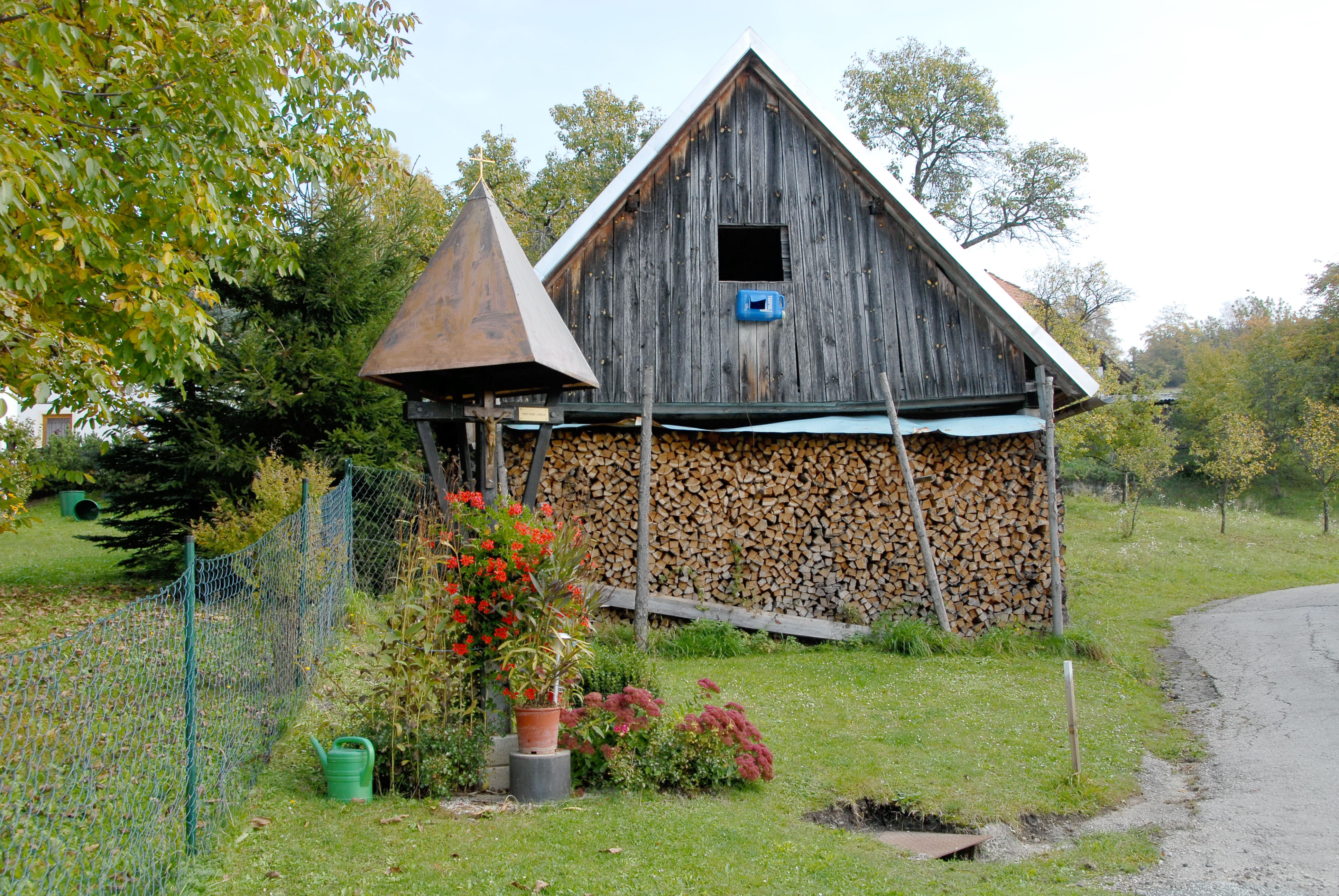
Prettner-Kreuz in Strantschitschach

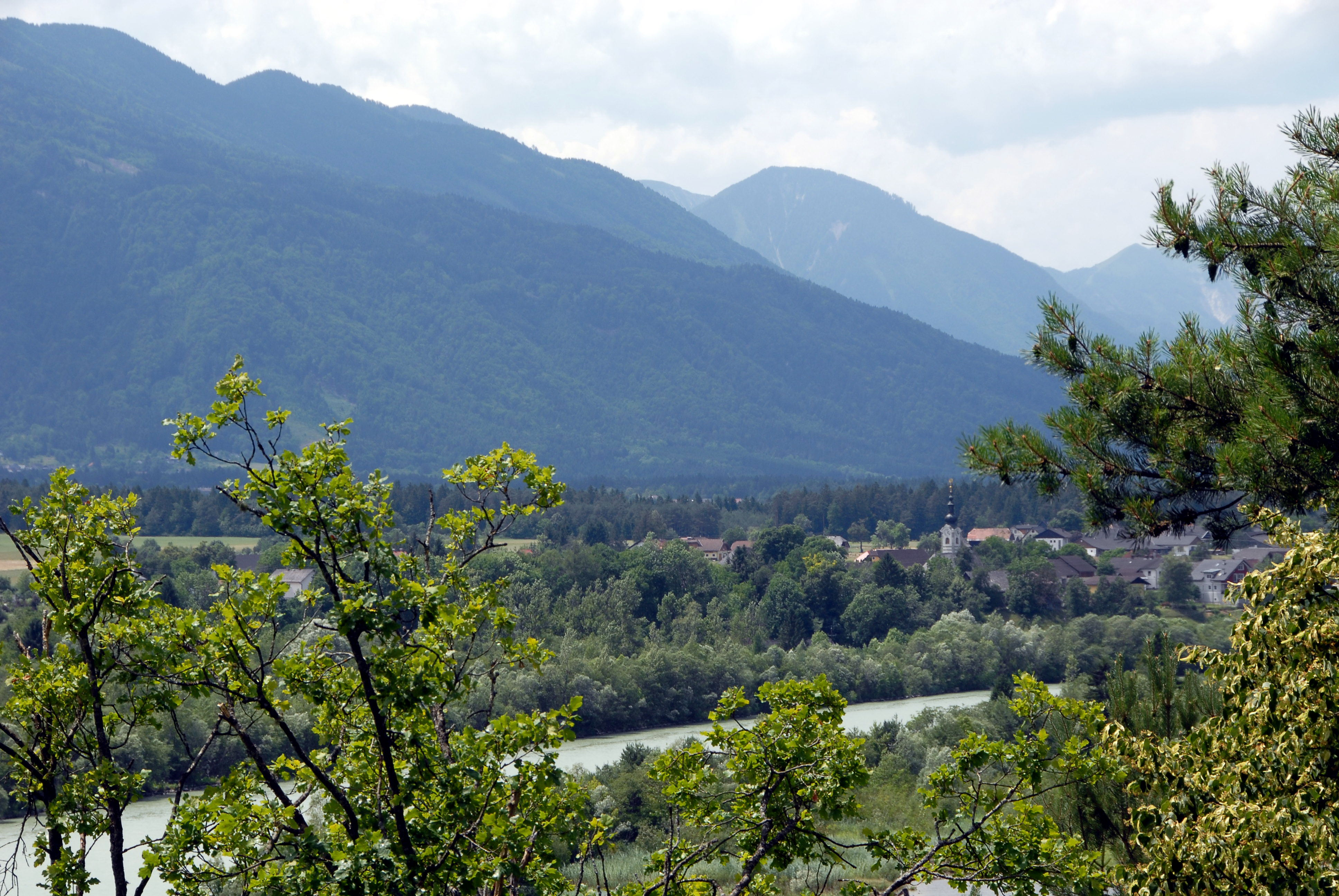
Guntschacher Au mit Drau und Glainach im Hintergrund

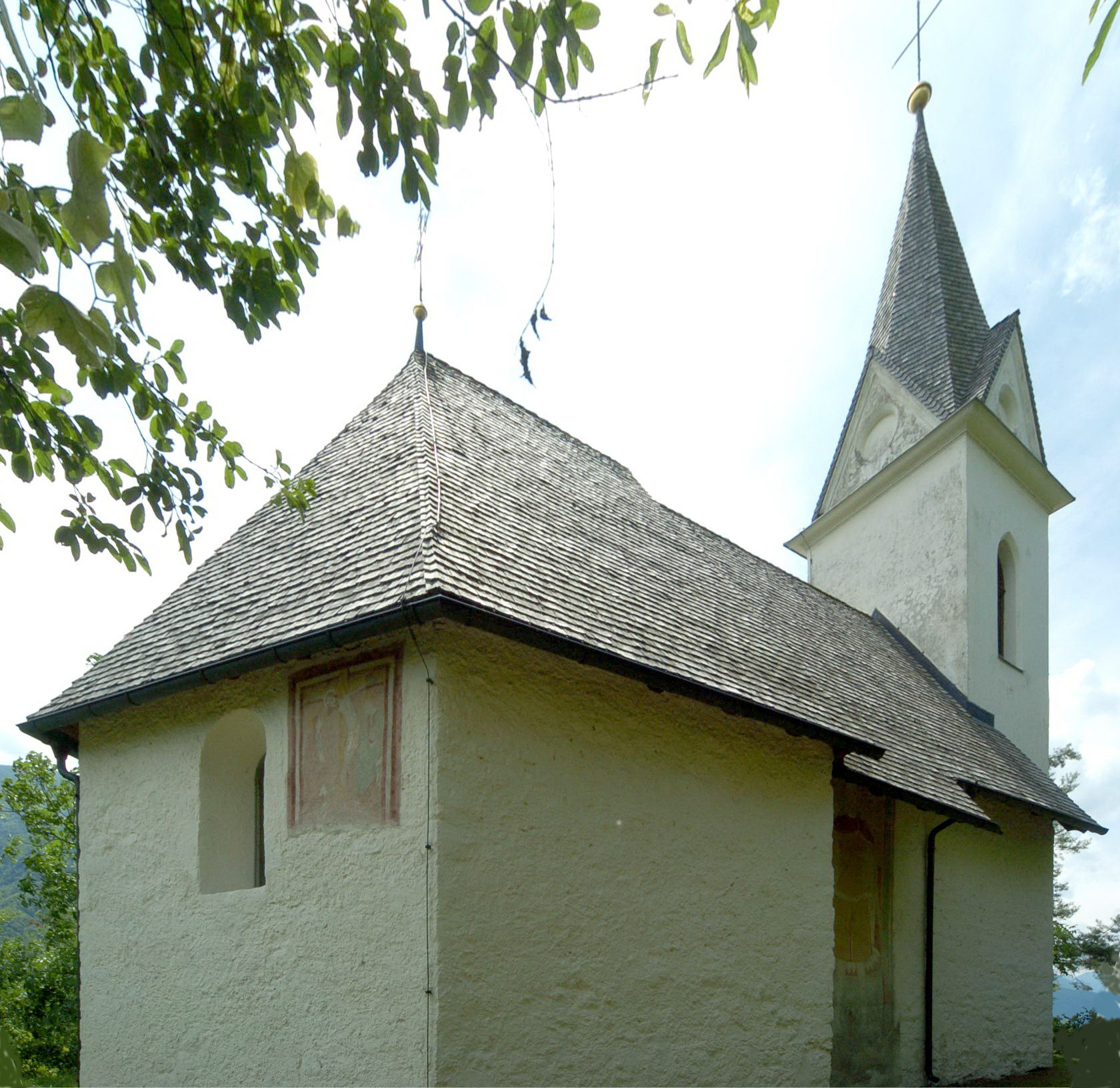
Guntschacher Kirche Heiliger Leonhard

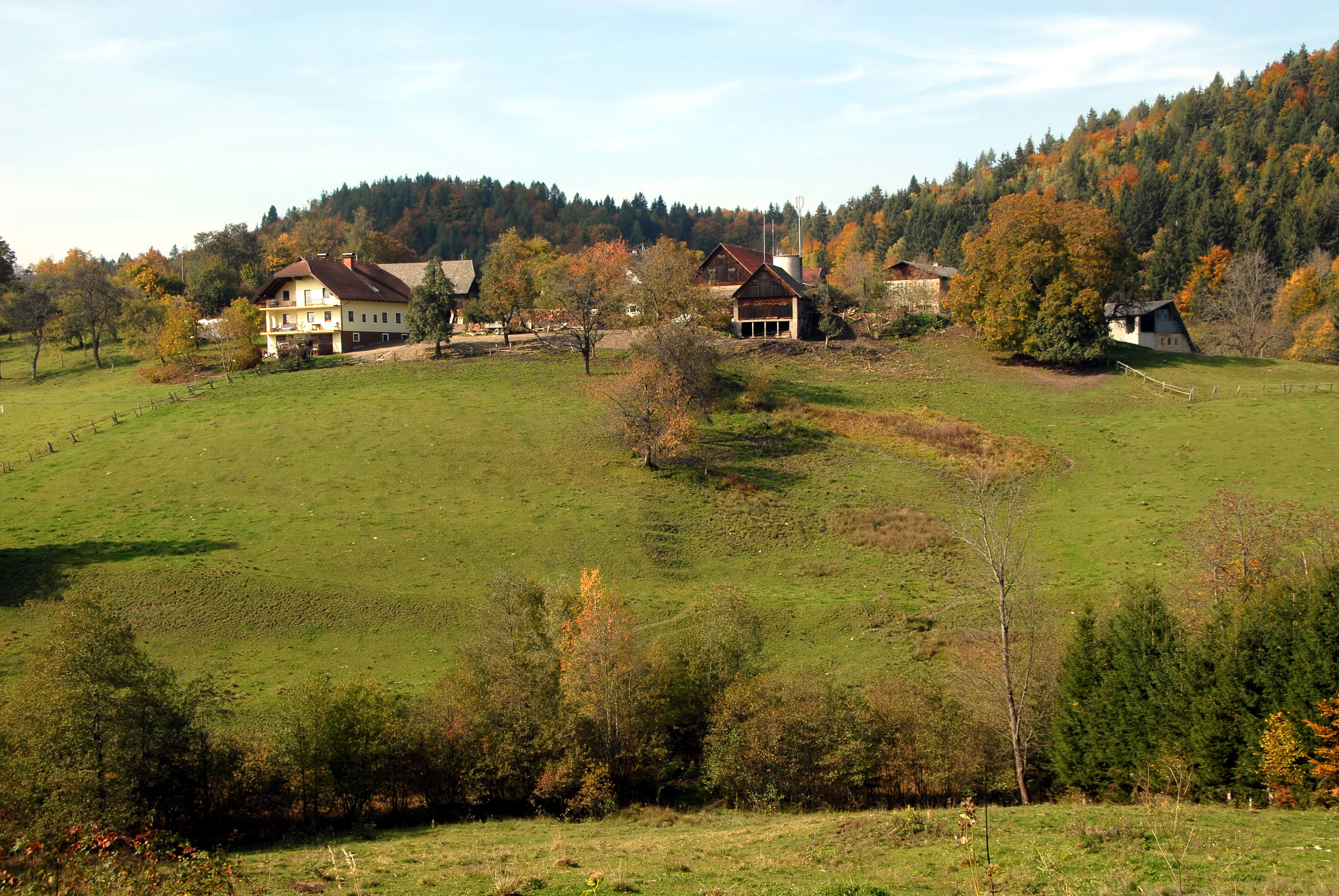
Stemeritsch

Maria Rain (slow.: Žihpolje aus dem veralteten deutschen Namen Seigbichl) ist eine Gemeinde mit 2719 Einwohnern (Stand 1. Jänner 2024) im Bezirk Klagenfurt-Land in Österreich, im Bundesland Kärnten.

## Geographie
Maria Rain liegt im Rosental, acht Kilometer südlich von Klagenfurt zwischen den Abhängen des Sattnitzmassivs und der Drau, die hier zum Ferlacher Stausee angestaut wird.

### Gemeindegliederung
Das Gemeindegebiet mit den drei Katastralgemeinden Maria Rain (Žihpolje), Göltschach (Golšovo) und Toppelsdorf (Dolča vas) umfasst folgende 17 Ortschaften (Einwohnerzahlen Stand 1. Jänner 2024):
- Angern (Ingarje) (47)
- Angersbichl (Gargorica) (176)
- Ehrensdorf (Vršta vas) (127)
- Göltschach (Golšovo) (267)
- Haimach (Imov) (46)
- Maria Rain (Žihpolje) (1061)
- Nadram (Nadrom) (32)
- Oberguntschach (Zgornje Humče) (26)
- Obertöllern (Zgornje Dole) (9)
- Saberda (Zabrda) (36)
- St. Ulrich (Šenturh) (177)
- Stemeritsch (Smeriče) (24)
- Strantschitschach (Strančiče) (29)
- Toppelsdorf (Dolča vas) (137)
- Tschedram (Ščedem) (311)
- Unterguntschach (Spodnje Humče) (26)
- Untertöllern (Spodnje Dole) (188)

### Nachbargemeinden
|               | Klagenfurt (K)                              |          |
| Köttmannsdorf | Kompassrose, die auf Nachbargemeinden zeigt | Ebenthal |
|               | Ferlach                                     |          |

## Geschichte
Eine Urkunde, in der eine durch einen Salzburger Bischof erbaute Kirche „Maria ad Dravum“ (Maria an der Drau) erwähnt wird, stammt aus dem Jahr 927. Der heutige Name des Orts wurde 1313 erstmals urkundlich erwähnt.
Das Gemeindegebiet gehörte bis 1848 zum Landgericht Hollenburg. Wichtiger Grundherr war das Zisterzienserstift Viktring, das auch die Marienwallfahrt inszenierte und bis zu seiner Aufhebung 1786 die örtliche Kirche betreute. Die doppeltürmige, ursprünglich in spätgotischem Stil erbaute Kirche ist das Wahrzeichen des Wallfahrtsorts Maria Rain, der im 15. Jahrhundert entstandene spätgotische Bau wurde durch Viktringer Äbte zwischen 1700 und 1729 in barockem Baustil ausgebaut. Sie war namensgebend für die heutige Gemeinde und auch auf einer früheren 20-Schilling-Banknote abgebildet.
1850 bildete sich aus den drei Katastralgemeinden Toppelsdorf, Tschedram und Göltschach die heutige Ortsgemeinde, die zunächst nach dem größten Ort Toppelsdorf benannt wurde. 1895 wurde sie angesichts der gestiegenen Bekanntheit des auch als Sommerfrische geschätzten Kirchendorfs in Maria Rain umbenannt.
Auf einer Anhöhe (in unmittelbarer Nähe der Wallfahrtskirche) mit Blick in Richtung Südwesten wurde die so genannte Kaiserhütte 1907 als Unterstand für Kaiser Franz Joseph I. errichtet, der von hier aus die Manöver seiner Armee im Rosental beobachtete.
Eine Ansicht von Maria Rain ist auf der Rückseite der 20-Schilling Banknote von 1956 zu sehen.

### Felssturz Guntschach 2022
Durch einen Felssturz Mitte Dezember 2022 wurde der Weiler Guntschach (ca. 4 km östlich) von der Außenwelt abgeschnitten.

## Bevölkerung
Nach der Volkszählung 2001 hat die Gemeinde Maria Rain 2.020 Einwohner, davon besitzen 96,1 % die österreichische Staatsbürgerschaft. Nach eigenen Angaben gehören 3,9 % der slowenischsprachigen Volksgruppe an.
Zur römisch-katholischen Kirche bekennen sich 76,6 % der Gemeindebevölkerung, zur evangelischen Kirche 5,0 % und zum Islam 1,1 %. Ohne religiöses Bekenntnis sind 12,8 %.
Die Geburtenbilanz ist in Maria Rain seit Jahrzehnten positiv, der starke Bevölkerungszuwachs beruht aber hauptsächlich auf der positiven Wanderungsbilanz.
| Maria Rain: Einwohnerzahlen von 1869 bis 2024       | Maria Rain: Einwohnerzahlen von 1869 bis 2024 | Maria Rain: Einwohnerzahlen von 1869 bis 2024 | Maria Rain: Einwohnerzahlen von 1869 bis 2024 | Maria Rain: Einwohnerzahlen von 1869 bis 2024 |
| --------------------------------------------------- | --------------------------------------------- | --------------------------------------------- | --------------------------------------------- | --------------------------------------------- |
| Jahr                                                |                                               |                                               |                                               | Einwohner                                     |
| 1869                                                | 1869                                          |                                               | 1.050                                         | 1.050                                         |
| 1880                                                | 1880                                          |                                               | 1.078                                         | 1.078                                         |
| 1890                                                | 1890                                          |                                               | 995                                           | 995                                           |
| 1900                                                | 1900                                          |                                               | 935                                           | 935                                           |
| 1910                                                | 1910                                          |                                               | 1.066                                         | 1.066                                         |
| 1923                                                | 1923                                          |                                               | 999                                           | 999                                           |
| 1934                                                | 1934                                          |                                               | 995                                           | 995                                           |
| 1939                                                | 1939                                          |                                               | 932                                           | 932                                           |
| 1951                                                | 1951                                          |                                               | 1.017                                         | 1.017                                         |
| 1961                                                | 1961                                          |                                               | 981                                           | 981                                           |
| 1971                                                | 1971                                          |                                               | 1.137                                         | 1.137                                         |
| 1981                                                | 1981                                          |                                               | 1.576                                         | 1.576                                         |
| 1991                                                | 1991                                          |                                               | 1.758                                         | 1.758                                         |
| 2001                                                | 2001                                          |                                               | 2.020                                         | 2.020                                         |
| 2011                                                | 2011                                          |                                               | 2.385                                         | 2.385                                         |
| 2021                                                | 2021                                          |                                               | 2.667                                         | 2.667                                         |
| 2024                                                | 2024                                          |                                               | 2.719                                         | 2.719                                         |
| Quelle(n): Statistik Austria, Gebietsstand 1.1.2021 |                                               |                                               |                                               |                                               |

## Kultur und Sehenswürdigkeiten

### Pfarrkirche Maria Rain
- Katholische Pfarrkirche Maria Rain: Die doppeltürmige Kirche ist das drittgrößte Gotteshaus Kärntens. Ihre heutige Gestalt einer barockisierte Saalkirche erhielt das Gebäude durch einen Umbau im Jahr 1729, urkundlich belegte Vorgängerbauten gab es aber bereits im 9. und 10. Jahrhundert.
- Katholische Pfarrkirche Göltschach hl. Daniel
- Kaiserhütte: Zu Ehren Franz Josef I., Kaiser von Österreich-Ungarn von 1848 bis 1916, wurde dieser Holzbau am höchsten Punkt des Ortes mit Ausblick auf das Rosental und die dahinterliegenden Karawanken errichtet. Anlass dafür war sein Besuch im Ort, als er im Jahre 1907 Manöver der österreichischen k.u.k. Armee beobachtete.

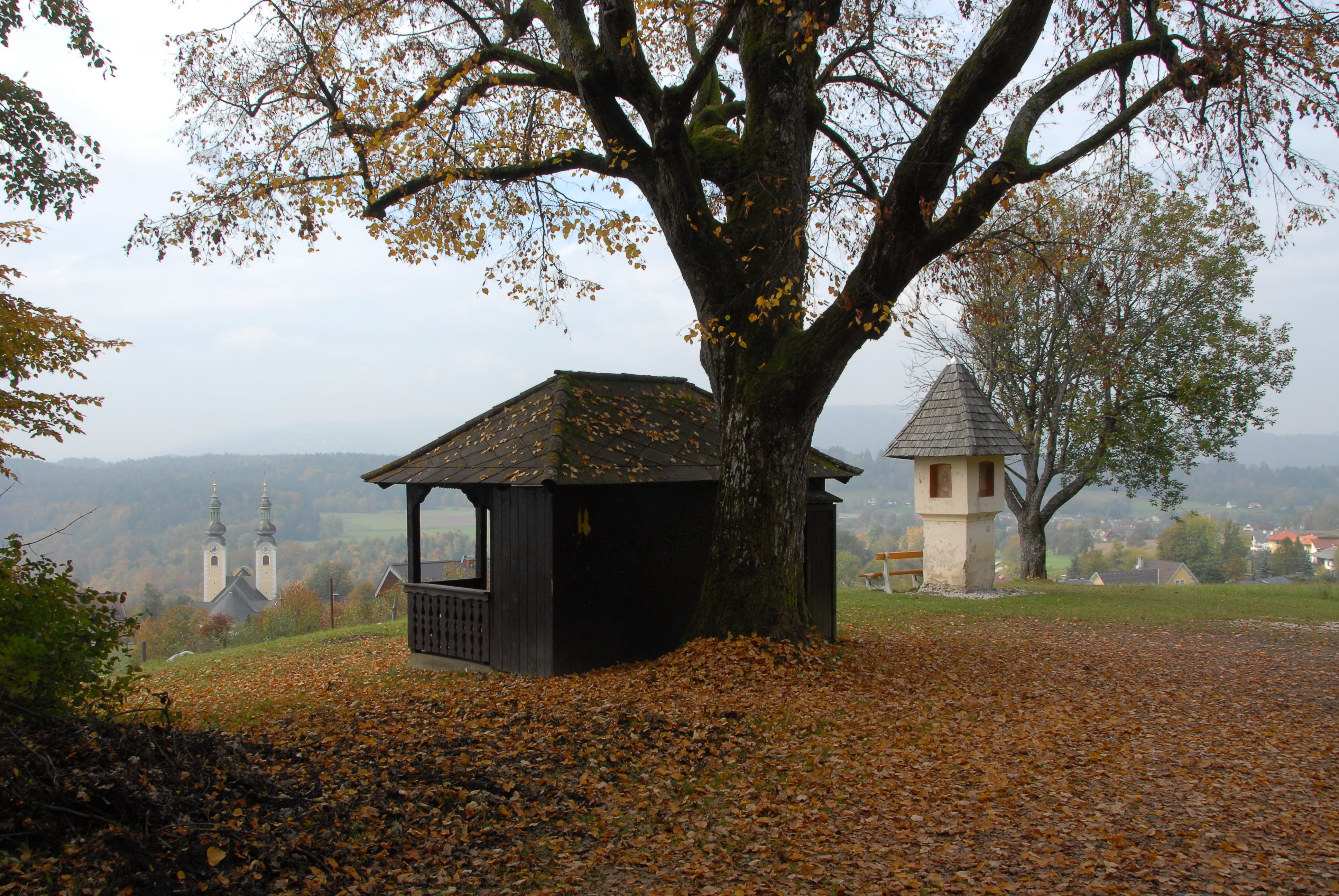
Alte Kaiserhütte – bis 2009
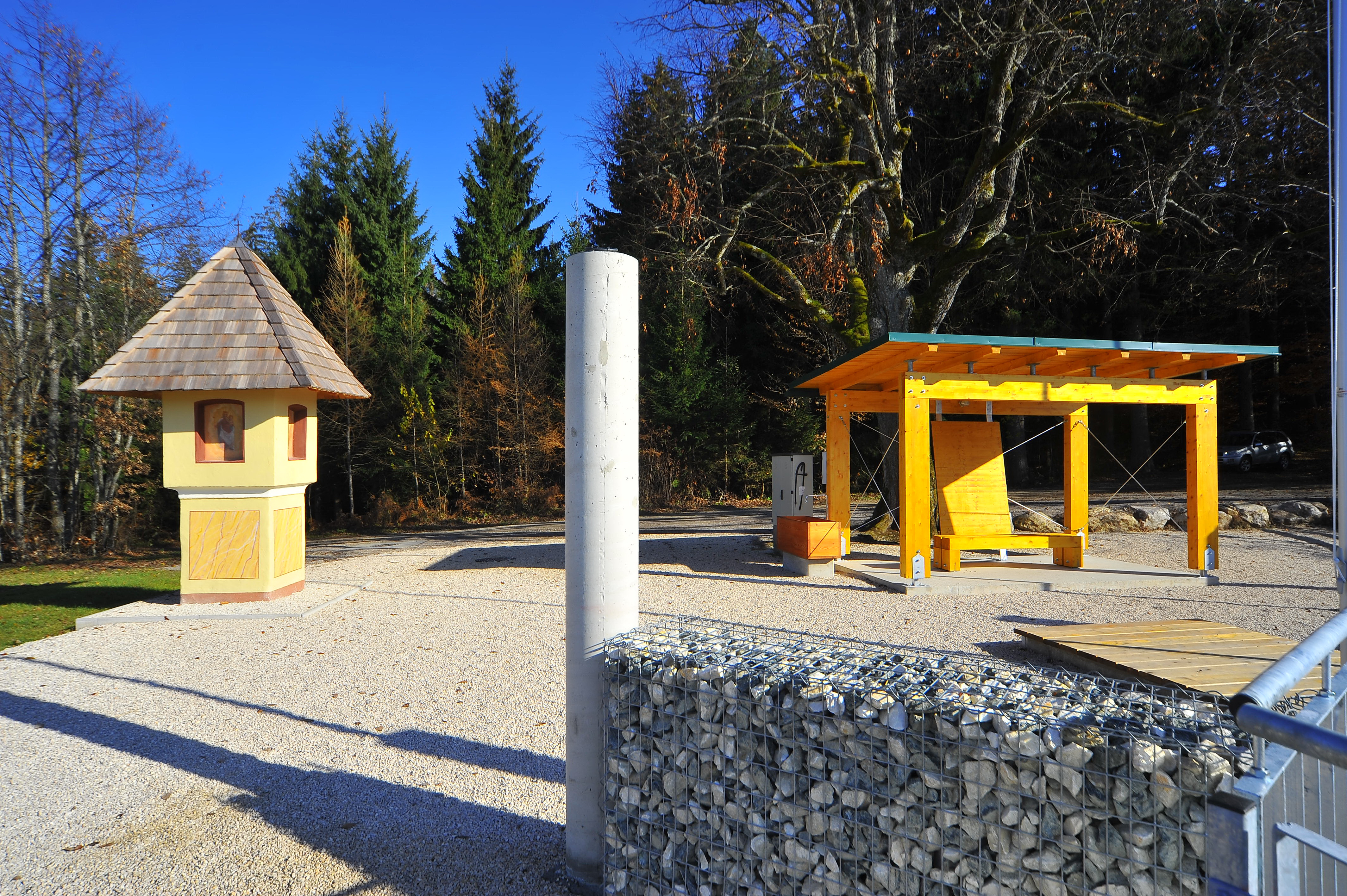
Neue Kaiserhütte – seit 2009
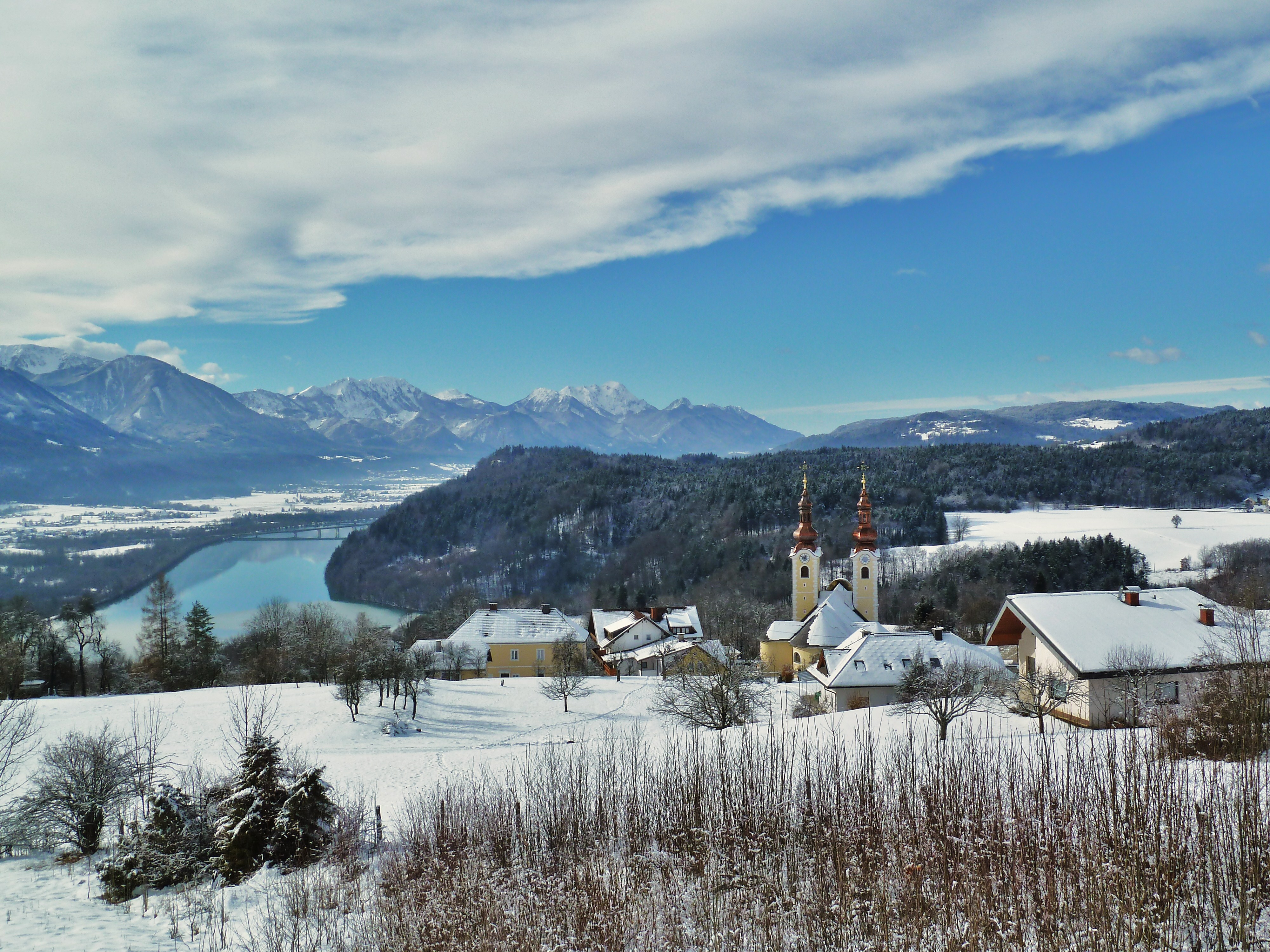
Aussicht von der Kaiserhütte im Winter – über das Rosental zu den Karawanken, in der Mitte der Mittagskogel

- Hemmafelsen: An der Gemeindestraße von Haimach nach Guntschach, direkt an der Süd-Abbruchkante des Sattnitz-Rückens zum Rosental, befindet sich der Hemmafelsen. An dieser Stelle soll Hemma von Gurk Rast gehalten haben, als sie auf Reisen zu ihren Besitzungen in die  Untersteiermark war und auf die Fähre zur Überfuhr der Drau wartete.

- Bauernmuseum in Saberda: Der im Frühling 2010 verstorbene Nebenerwerbsbauer Johann Lutschounig trug längst vergessenes Werkzeug und andere Utensilien zusammen und schuf damit auf seinem Bauernhof in Saberda ein Museum der besonderen Art. Tausende bäuerliche Werkzeuge und Arbeitsbehelfe zieren sein Hofgebäude, die Tenne und sind praktisch am ganzen Hof sichtbar. Wie schnell Vergangenes in Vergessenheit gerät, erklärte Lutschounig am Beispiel der „Strumpfla“. Noch Mitte des 20. Jahrhunderts hat man in diesen Holzbehältern Butter und Rahm erzeugt, heute wisse kaum jemand mehr mit dem Wort etwas anzufangen. Und damit diese Zeugen der Vergangenheit nicht endgültig in Vergessenheit geraten, stellte Lutschounig die Geräte und Waffen in seinem Museum in Saberda aus.

- Die Guntschacher Au liegt zwischen den beiden Ortsteilen Unter- und Oberguntschach in der Gemeinde Maria Rain am linken Drauufer. Die Entstehung der Aulandschaft geht auf wasserbauliche Maßnahmen in den siebziger Jahren, beziehungsweise auf die Errichtung der Staustufe Annabrücke im Jahr 1981 zurück. Die Au liegt etwa 20 bis 25 Meter tiefer als Unter- und Oberguntschach. Die Guntschacher Au ist nicht nur das erste Schutzgebiet seit 13 Jahren, sondern auch das erste, welches mit neuen Schutzgebietstafeln ausgewiesen wird. Das besondere am neuen Naturschutzgebiet ist ein zeitlich begrenztes Betretungsverbot vom 1. Jänner bis 31. Juli jeden Jahres.

- Sattnitz-Rücken und Naturdenkmal Ewiger Regen: Der Sattnitz-Höhenzug erstreckt sich in ost-westlicher Richtung südlich des Wörthersees und des Klagenfurter Feldes beziehungsweise nördlich des Rosentales, vom Anwesen Rauniak (Gemeinde Grafenstein) im Osten bis Velden im Westen. Der größte Teil besteht aus der bis zu mehrere hundert Meter mächtigen Platte des Sattnitz-Konglomerates. Das typische Erscheinungsbild der Steilwände beziehungsweise der teils überhängenden Konglomeratfelsen sind die sogenannten Balmen (= Aushöhlungen). Die zur Drau hin abfallenden südexponierten Hänge im östlichen Teil der Sattnitz zwischen der Ortschaft Maria Rain und der Annabrücke weisen vor allem orchideenreiche Buchenwälder und auf schuttreichen Hängen Laubmischwälder auf. Durch den Austritt zahlreicher Sickerquellen sind teilweise beträchtliche Kalktuffbildungen und Rieselfluren entstanden, wie zum Beispiel der zum Naturdenkmal erklärte Ewige Regen bei Maria Rain.

## Wirtschaft und Infrastruktur
Bis in das 20. Jahrhundert hinein dominierte der ländliche Charakter des Gemeindegebiets das Wirtschafts- und Erwerbsleben, in den letzten Jahrzehnten entwickelte sich Maria Rain zu einem bevorzugten Wohnort von Auspendlern in die nahe Landeshauptstadt. Von den 1162 Erwerbstätigen, die 2011 in der Gemeinde lebten, pendelten 983 aus. Achtzig Prozent der Auspendler arbeiteten in einem anderen Bezirk.
In der Gemeinde wird traditionell Land- und Holzwirtschaft betrieben, daneben spielt seit dem 20. Jahrhundert auch der Tourismus eine wichtige Rolle.
Durch das Gemeindegebiet führt die Loiblpass Straße (B 91/Europastraße E652) von Klagenfurt kommend in Richtung Loibltunnel. Slowenien, Ferlach und Klagenfurt sind von Maria Rain aus binnen einer halben Stunde erreichbar.
Eine Landesstraße verbindet die Gemeinde über den Sattnitz-Rücken mit Ebenthal in Kärnten.
Außerdem liegt Maria Rain an der ÖBB-Nebenbahnstrecke von Klagenfurt nach Rosenbach und besitzt einen eigenen Bahnhof.

## Politik
| Der Gemeinderat von Maria Rain hat 19 Mitglieder (seit 2003, davor 15). \| Jahr \| SPÖ \| ÖVP \| FPÖ \| BZÖ \| GRÜNE \| PLK \| Link \| \| --------------------- \| --- \| --- \| --- \| --- \| ----- \| --- \| ---- \| \| Gemeinderatswahl 1985 \| 5 \| 9 \| 1 \| - \| - \| - \| [5] \| \| Gemeinderatswahl 1991 \| 3 \| 9 \| 2 \| - \| - \| 1 \| [5] \| \| Gemeinderatswahl 1997 \| 4 \| 7 \| 4 \| - \| - \| - \| [6] \| \| Gemeinderatswahl 2003 \| 5 \| 9 \| 4 \| - \| 1 \| - \| [7] \| \| Gemeinderatswahl 2009 \| 5 \| 7 \| - \| 6 \| 1 \| - \| [8] \| \| Gemeinderatswahl 2015 \| 11 \| 4 \| 3 \| - \| 1 \| - \| [9] \| \| Gemeinderatswahl 2021 \| 12 \| 5 \| 2 \| - \| - \| - \| [10] \| | Hier fehlt eine Grafik, die leider im Moment aus technischen Gründen nicht angezeigt werden kann. Wir arbeiten daran! |     |     |     |       |     |        |
| Jahr | SPÖ | ÖVP | FPÖ | BZÖ | GRÜNE | PLK | Link   |
| Gemeinderatswahl 1985 | 5 | 9   | 1   | -   | -     | -   | [ 5 ]  |
| Gemeinderatswahl 1991 | 3 | 9   | 2   | -   | -     | 1   | [ 5 ]  |
| Gemeinderatswahl 1997 | 4 | 7   | 4   | -   | -     | -   | [ 6 ]  |
| Gemeinderatswahl 2003 | 5 | 9   | 4   | -   | 1     | -   | [ 7 ]  |
| Gemeinderatswahl 2009 | 5 | 7   | -   | 6   | 1     | -   | [ 8 ]  |
| Gemeinderatswahl 2015 | 11 | 4   | 3   | -   | 1     | -   | [ 9 ]  |
| Gemeinderatswahl 2021 | 12 | 5   | 2   | -   | -     | -   | [ 10 ] |

### Bürgermeister
Direkt gewählter Bürgermeister ist seit 2009 Franz Ragger (SPÖ).

### Wappen
Im Wappen von Maria Rain spielt das als silberner Doppelsparren gebildete M einerseits auf den Gemeindenamen bzw. die Pfarrpatronin an, aber auch auf den markanten Doppelturm der Kirche. Die schwebende Krone ist ein Symbol für die Wallfahrt zur Gottesmutter und Himmelskönigin. Das Ährenpaar steht für die Landwirtschaft bzw. den Ackerbau an den Südabhängen der Sattnitz.
Die offizielle Blasonierung lautet: „In Rot ein aus einem erniedrigten silbernen Doppelsparren gebildetes M, unterlegt von zwei sich kreuzenden und unter dem Schildhaupt nach außen geneigten silbernen Ähren, überhöht von einer silbernen Krone.“
Wappen und Fahne wurden der Gemeinde am 17. März 1987 verliehen, die Fahne ist Rot-Weiß mit eingearbeitetem Wappen.

## Persönlichkeiten

### Söhne und Töchter der Gemeinde
- Jakob Peregrin Paulitsch (1757–1827), Bischof der Diözese Gurk 1824–1827
- Franz Kirschner (1851–1929), Land- und Gastwirt, Politiker, Mitglied des Abgeordnetenhauses 1891–1897[14]
- 1863 wurde in Untertöllern Josef Lutschounig geboren, der als österreichisch-ungarischer Offizier im Ersten Weltkrieg mit dem Militär-Maria-Theresien-Orden ausgezeichnet und als Freiherr Lutschounig von Felsenhof in den Adelsstand erhoben wurde. Nach ihm ist die Villacher Lutschounig-Kaserne benannt. Er war der Bruder des Reichsratsabgeordneten und Bürgermeisters von Maria Rain, Jakob Lutschounig.